# Cucumaria anivaensis
Cucumaria anivaensis is een zeekomkommer uit de familie Cucumariidae.
De wetenschappelijke naam van de soort werd in 2004 gepubliceerd door V.S. Levin.